# Galder
Galder (született Thomas Rune Andersen; Jessheim, 1976. október 18. –) az Old Man’s Child nevezetű norvég black metal zenekar énekes-gitárosa, és 2001 óta a szintén norvég Dimmu Borgir szólógitárosa.

## Pályafutása
A Dimmu Borgirba az előző szólógitáros, Astennu helyére érkezett, mivel ő is, mit már jópáran, kivált a zenekarból. Az első Dimmu Borgir album, melyen közreműködött, a 2001-es Puritanical Euphoric Misanthropia címet viselte. Ennél a lemeznél találta meg igazán a Borgir "önmagát", melyhez Galder agresszív gitártémái rendkívül hozzájárultak. 
Vezető szerepe volt a 2003-ban megjelent Death Cult Armageddon című nagylemezen, kaotikus riffjeivel és hihetetlenül korrekt hozzáállásával. Ez az album úgymond egy trendet teremtett a black metal terén, és megmutatta, hogyan is kell ezt a műfajt űzni. Két évvel később készült el a Stormblåst album, mely az azonos címen futó 1996-os lemez remake-je volt, teljesen más hangzásvilággal, melynek megteremtése Galder szólói nélkül lehetetlen lett volna. Ez a lemez azóta is rengeteg Borgir rajongó kedvence. Folytatván a kétévenkénti lemezkiadást, 2007-ben jelent meg (egyelőre) utolsó albumuk In Sorte Diaboli, azaz Az Ördög Nevében címen. 
A már így is metal berkekben rendkívül elismert zenekar zenészeihez ennek az albumnak a felvétele előtt csatlakozott egy szintén elismert dobos, Hellhammer, akit legtöbben a The Kovenantból ismerhetnek. Ennek az albumnak a klipjeiben minden eddiginél jobban megfigyelhető Galder egyedi, gonosz és kegyetlen vigyora, melyet szinte sosem vetkőz le magáról. Ez a lemez, nem lehetett volna ily tökéletes Galder nélkül, valóban el tudja hitetni velünk, hogy egyszer tényleg "eljő a Gonosz"…

## Diszkográfia
Az Old Man’s Child-del:
1. In the Shades of Life (1994)
2. Born of the Flickering (1995)
3. The Pagan Prosperity (1997)
4. Ill-Natured Spiritual Invasion (1998)
5. Revelation 666 – The Curse of Damnation (2000)
6. In Defiance of Existence (2003)
7. Vermin (2005)
8. Slaves of the World (2009)

A Dimmu Borgir-ral
1. Puritanical Euphoric Misanthropia (2001)
2. World Misanthropy (2002) (DVD)
3. Death Cult Armageddon (2003)
4. In Sorte Diaboli (2007)
5. Abrahadabra (2010)

A Dødheimsgard-dal
1. Satanic Art (1998)